# Beaucroissant
Beaucroissant és un municipi francès situat al departament de la Isèra i a la regió d'Alvèrnia-Roine-Alps. L'any 2007 tenia 1.390 habitants.

## Demografia

### Població
El 2007 la població de fet de Beaucroissant era de 1.390 persones. Hi havia 514 famílies de les quals 99 eren unipersonals (32 homes vivint sols i 67 dones vivint soles), 162 parelles sense fills, 221 parelles amb fills i 32 famílies monoparentals amb fills.
La població ha evolucionat segons el següent gràfic:
Habitants censats

### Habitatges
El 2007 hi havia 551 habitatges, 517 eren l'habitatge principal de la família, 14 eren segones residències i 20 estaven desocupats. 503 eren cases i 45 eren apartaments. Dels 517 habitatges principals, 436 estaven ocupats pels seus propietaris, 68 estaven llogats i ocupats pels llogaters i 13 estaven cedits a títol gratuït; 4 tenien una cambra, 16 en tenien dues, 45 en tenien tres, 127 en tenien quatre i 325 en tenien cinc o més. 446 habitatges disposaven pel capbaix d'una plaça de pàrquing. A 162 habitatges hi havia un automòbil i a 318 n'hi havia dos o més.

### Piràmide de població
La piràmide de població per edats i sexe el 2009 era:
| Homes | Edats   | Dones |
| ----- | ------- | ----- |
| 0     | 95 o +  | 0     |
| 5     | 90 a 94 | 1     |
| 10    | 85 a 89 | 15    |
| 6     | 80 a 84 | 8     |
| 10    | 75 a 79 | 9     |
| 22    | 70 a 74 | 22    |
| 48    | 65 a 69 | 24    |
| 34    | 60 a 64 | 26    |
| 40    | 55 a 59 | 43    |
| 47    | 50 a 54 | 47    |
| 53    | 45 a 49 | 46    |
| 50    | 40 a 44 | 63    |
| 56    | 35 a 39 | 41    |
| 51    | 30 a 34 | 50    |
| 29    | 25 a 29 | 36    |
| 28    | 20 a 24 | 18    |
| 46    | 15 a 19 | 38    |
| 40    | 10 a 14 | 79    |
| 41    | 5 a 9   | 40    |
| 59    | 0 a 4   | 23    |

## Economia
El 2007 la població en edat de treballar era de 913 persones, 663 eren actives i 250 eren inactives. De les 663 persones actives 625 estaven ocupades (347 homes i 278 dones) i 39 estaven aturades (19 homes i 20 dones). De les 250 persones inactives 99 estaven jubilades, 87 estaven estudiant i 64 estaven classificades com a «altres inactius».

### Ingressos
El 2009 a Beaucroissant hi havia 533 unitats fiscals que integraven 1.469 persones, la mediana anual d'ingressos fiscals per persona era de 19.374,5 €.

### Activitats econòmiques
Dels 69 establiments que hi havia el 2007, 1 era d'una empresa extractiva, 2 d'empreses alimentàries, 1 d'una empresa de fabricació d'elements pel transport, 1 d'una empresa de fabricació d'altres productes industrials, 22 d'empreses de construcció, 9 d'empreses de comerç i reparació d'automòbils, 3 d'empreses de transport, 16 d'empreses d'hostatgeria i restauració, 1 d'una empresa financera, 2 d'empreses immobiliàries, 6 d'empreses de serveis, 3 d'entitats de l'administració pública i 2 d'empreses classificades com a «altres activitats de serveis».
Dels 24 establiments de servei als particulars que hi havia el 2009, 1 era una oficina de correu, 1 taller de reparació d'automòbils i de material agrícola, 4 paletes, 4 guixaires pintors, 2 fusteries, 1 lampisteria, 5 electricistes, 1 perruqueria, 4 restaurants i 1 agència immobiliària.
Dels 3 establiments comercials que hi havia el 2009, 1 era una botiga de menys de 120 m², 1 una fleca i 1 una carnisseria.
L'any 2000 a Beaucroissant hi havia 17 explotacions agrícoles que ocupaven un total de 504 hectàrees.

## Equipaments sanitaris i escolars
El 2009 hi havia una escola elemental.

## Poblacions més properes
El següent diagrama mostra les poblacions més properes.